# Fabio Luque-Notaro
Fabio Luque-Notaro (* 31. August 2005) ist ein liechtensteinischer Fussballspieler.

## Karriere

### Verein
Luque-Notaro wechselte im Sommer 2021 vom FC Balzers zum FC Vaduz. Seit Sommer 2023 spielt er für die zweite Mannschaft des Hauptstadtklubs.
Im Sommer 2025 wechselte er nach Deutschland zum 1. FC Schweinfurt 05.

### Nationalmannschaft
Luque-Notaro bestritt zwischen 2019 und 2021 fünf Partien für die liechtensteinische U-17-Nationalmannschaft. Im Juni 2022 debütierte er im U-21-Team. Am 8. September 2023 gab er bei der 1:2-Niederlage gegen Bosnien-Herzegowina im Rahmen der Qualifikation zur Europameisterschaft 2024 sein Debüt für die A-Nationalmannschaft, als er in der 73. Minute für Ferhat Saglam eingewechselt wurde. Im selben Monat stand er erstmals für die U-19-Auswahl auf dem Platz.